# Gérard Jeffray
Gérard Jeffray, né le 20 janvier 1943, est un homme politique français.

## Biographie
Gérard Jeffray fait carrière dans l'informatique et est élu maire de Torcy listé UDF de 1989 à 1995. Il est aussi conseiller régional (1992-1998) et député (1993-1997).
En janvier 1995, un des adjoints de Gérard Jeffray, Thierry Omnes fait une candidature dissidente sous les mêmes couleurs que le député maire, en créant une liste Torcy 2001, pour les élections municipales françaises de 2001. Cette division précipite la défaite du centre au profit de la gauche.

## Détail des fonctions et des mandats
Mandat parlementaire
- 28 mars 1993 - 21 avril 1997 : Député de la 8e circonscription de Seine-et-Marne